# Dilophus collessi
Dilophus collessi är en tvåvingeart som beskrevs av Hardy 1982. Dilophus collessi ingår i släktet Dilophus och familjen hårmyggor. Inga underarter finns listade i Catalogue of Life.